# Ivanko
Ivanko ou Ibanko (en bulgare : Иванко, en grec : Ιβαγκός), parfois appelé Ivanko-Alexis est un boyard valaque, connu pour avoir tué en 1196 son cousin, Ivan Asen Ier, qui dirige le deuxième empire bulgare tout juste fondé. 

## Biographie
Le lieu et la date de naissance d'Ivanko sont inconnus. Il n'apparaît véritablement qu'en 1196, date de l'assassinat de son cousin, Ivan Asen,. Celui-ci vient alors de le convoquer pour régler une dispute qu'il a eu avec la soeur de sa femme. Selon Zlatarski, ce meurtre est le fait de la faction coumane alors présente à la cour bulgare. D'autres hypothèses mettent l'accent sur l'action de boyars bulgares hostiles aux Valaques ou bien mécontents du règne répressif d'Ivan Asen. Une autre hypothèse implique l'Empire byzantin, soucieux de fragiliser le jeune empire bulgare qui s'est créé à ses dépens. En effet, quand Ivanko s'empare de Tarnovo, il requiert l'aide des Byzantins mais l'armée de ces derniers se mutine en route. Pierre, le frère d'Ivan Asen, peut en profiter pour réclamer le trône et chasser Ivanko qui doit se réfugier à Constantinople,. 
En terres byzantines, Ivanko épouse Theodora Angelina, la fille du sébastokrator Isaac Comnène Vatatzès et d'Anne Ange. Le père de Theodora vient alors de mourir en captivité chez les Bulgares et il été supposé qu'il a joué un rôle en poussant Ivanko à tuer Ivan Asen en échange de la main de sa fille, ce qu'il n'est pas possible de confirmer. Après le mariage, Ivanko adopte le nom grec d'Alexis. Son grand-père par alliance, l'empereur byzantin Alexis III Ange, lui confie la ville de Philippopolis avec pour mission d'empêcher les raids des Bulgares. Ivanko recrute et entraîne une armée de Valaques dans ce but mais il finit par se rebeller contre l'Empire byzantin,. Il établit une sorte de principauté dans les Rhodopes et au centre de la Thrace et s'empare du général byzantin Manuel Kamytzès, libéré sur rançon de Dobromir Chrysos. 
En 1200, Théodore Lascaris et Alexis Paléologue marchent contre Ivanko. Ce dernier est capturé quand Alexis l'invite à discuter d'une trêve et il est immédiatement emprisonné puis exécuté. Son territoire est alors repris par les Byzantins,.
Jean-Claude Cheynet a vu dans la révolte de Chrysos, de même que dans celle d'Ivanko, des mouvements menés par des personnalités qui profitent de la frontière et des tensions entre l'Empire bulgare et l'Empire byzantin pour se constituer des sortes de principautés, tout en étant réduits à la soumission par le même procédé : la promesse d'unions de prestige avec des princesses byzantins, qui permettent souvent aux Byzantins de s'emparer d'eux voire de les exécuter, comme dans le cas d'Ivanko.

## Sources
- (en) Nicétas Choniatès (trad. Harry Magoulias), O City of Byzantium, Annals of Niketas Choniatēs, Wayne State University Press, 1984 (ISBN 0-8143-1764-2)
- (en) Florin Curta, Southeastern Europe in the Middle Ages, 500-1250, Cambridge/New York, Cambridge University Press, 2019, 496 p. (ISBN 9780521894524)
- (en) Alexander Kazhdan (dir.), Oxford Dictionary of Byzantium, New York et Oxford, Oxford University Press, 1991, 1re éd., 3 tom. (ISBN 978-0-19-504652-6 et 0-19-504652-8, LCCN 90023208)
- (en) Alexandru Madgearu, The Asanids: The Political and Military History of the Second Bulgarian Empire 1185-1280, Brill, 2016 (ISBN 9789004333192)
- (en) Paul Stephenson, « Balkan Borderlands (1018-1204) », dans The Cambridge History of Byzantium, Cambridge University Press, 2008, 664-691 p. (ISBN 978-0-521-83231-1)
- (en) Warren Treadgold, A History of the Byzantine State and Society, Stanford University Press, 1997, 1017 p. (ISBN 0-8047-2421-0).
- (en) John Fine, The Late Medieval Balkans: A Critical Survey from the Late Twelfth Century to the Ottoman Conquest, Ann Arbor, Michigan: University of Michigan Press, 1994 (ISBN 0-472-08260-4)